# Фельдман, Эндрю Барт
Эндрю Барт Фельдман (англ. Andrew Barth Feldman, род. 7 мая 2002 года, Манхассет, Нью-Йорк, США) — американский актёр и певец.

## Биография
Эндрю Барт Фельдман родился 7 мая 2002 года в Манхассете, штат Нью-Йорк.
Фельдман с детства увлекался музыкальным театром и принимал участие в местных постановках. В 2018 году, сыграв Фрэнка Абигнейла-младшего в «Поймай меня, если сможешь», он получил национальную премию «Джимми», вручаемую за роли в школьных спектаклях. Так он был замечен продюсером бродвейского мюзикла «Дорогой Эван Хэнсен» и приглашён на пробы. В январе 2019 года 16-летний Фельдман стал самым молодым исполнителем заглавной роли в этом шоу.
Телевизионный дебют Фельдмана состоялся в 2021 году — он сыграл Антуана, французского студента по обмену, во втором сезоне драмеди Disney+ «Классный мюзикл: Мюзикл». Первым появлением на большом экране для него стал эпизод в ленте Ноа Баумбаха «Белый шум» годом позже. В 2023 Фельдман исполнил роль второго плана в фильме «Туристический путеводитель по любви» с Рэйчел Ли Кук и главную роль в комедии «Без обид», где его партнёршей стала Дженнифер Лоуренс. В следующем году он получил роль Сеймура в мюзикле «Магазинчик ужасов», который шёл на сцене нью-йоркского театра Westside.

## Фильмография
| Год       |   | Русское название                    | Оригинальное название                        | Роль        |
| --------- | - | ----------------------------------- | -------------------------------------------- | ----------- |
| 2021—2023 | с | Классный мюзикл: Мюзикл             | High School Musical: The Musical: The Series | Антуан      |
| 2022      | ф | Белый шум                           | White Noise                                  | студент     |
| 2023      | ф | Туристический путеводитель по любви | A Tourist's Guide to Love                    | Алекс       |
| 2023      | ф | Без обид                            | No Hard Feelings                             | Перси Бекер |
| 2024      | ф | Шоу субботним вечером               | Saturday Night                               | Нил Леви    |
| 2025      | ф | Белоснежка                          | Snow White                                   | Простачок   |